# Charles Martel (militaire)
Pour les articles homonymes, voir Martel.
Charles René Martel est un officier de marine, né le 14 avril 1897 à Pleurtuit et mort en mer devant Dunkerque le 21 mai 1940 lors du naufrage du patrouilleur Notre-Dame-de Lorette.

## Biographie
Le commandant Martel est né dans une famille de marins bretons à La Belle-Croix dans la commune de Pleurtuit, il est le fils de François Martel et de Flora Thebault.
Il embarque comme mousse à 13 ans en 1910 dans la marine marchande et est embauché comme matelot à la Compagnie générale transatlantique (C.G.T.) en 1915 sur le vapeur Niagara. Il effectue son service militaire, dans la marine nationale, à compter de 1917, notamment sur le croiseur-cuirassé Dupetit-Thouars. 
La Première guerre achevée, il reprend du service sur les navires de la C.G.T. et se présente aux examens pour devenir officier. Capitaine au long cours en 1923, il sert, toujours à la C.G.T, comme lieutenant sur des cargos (Lamentin, Mexico, Iowa, Texas, Kentucky, Indiana) et sur les paquebots Pérou, Macoris, Pologne, Savoie, et de Grasse. 
Il est promu deuxième capitaine en 1928 et sert comme second sur le Manceau, le Cambronne, et de nouveau le De Grasse. Promu commandant, il change d’armement et commande des navires assurant la liaison transmanche au sein des compagnies Société anonyme de gérance et d’armement (SAGA) et  Angleterre-Lorraine-Alsace (ALA) : Lorraine, Vaccares, Cap Blanc. 
Il est reçu premier au concours de Premier lieutenant de port en 1936[réf. nécessaire] et est affecté à Dunkerque. Lorsque la guerre éclate, il est mobilisé comme Premier maître. Le 10 février 1940, il est promu Enseigne de vaisseau de 1re classe de réserve et prend le commandement du chalutier Notre-Dame de Lorette, reconverti en patrouilleur (indicatif : AD85) avec un équipage de 21 hommes.

## Décès
Le commandant Martel est mort pendant la bataille de Dunkerque le 21 mai 1940, lorsque peu avant minuit (le 20 mai), son bâtiment, qui assurait le service de renfort dans le chenal d’accès nord du port, est engagé par plusieurs avions de la Lufwaffe. Le canon du Notre-Dame de Lorette est inopérant contre un aéronef, mais le matelot Castaner (ou Castanère) riposte à la mitrailleuse, sans pouvoir empêcher les avions allemands, après un premier passage infructueux, de toucher le navire qui commence à sombrer. Charles Martel ordonne l’évacuation des marins survivants et demeure sur son bâtiment jusqu’à la fin, donnant ses ordres depuis le hublot, pour s’assurer du départ de son équipage (six marins survivront) et récupérer les documents du bord. Le navire chavire aux abords de la bouée 10W30 et il est emporté avec lui,.  
Il est cité à l’ordre de l’Armée de mer le 31 mai 1940 et fait Chevalier de la Légion d'honneur à titre posthume (tableau spécial) le 31 mai 1940. Déclaré « Mort pour la France » en 1942. La citation porte les mentions suivantes : « Officier ayant eu l’esprit de sacrifice poussé jusqu’à l’héroïsme. Avait su communiquer sa flamme à son petit bâtiment. A disparu à son poste de combat. (ordre no 487 FMN/1 du 31 mai 1940) ».

## Vie privée
Charles Martel s’était marié en 1923 avec Célénie Gautier (1902-2000), issue d’une famille de la vallée de la Rance, elle-même fille d’officier de marine. Ils ont eu deux filles, dont la cadette est adoptée comme pupille de la nation après la mort de son père.